# 小松島市葬斎場
小松島市葬斎場（こまつしましそうさいじょう）は、徳島県小松島市田野町にある火葬場、斎場である。

## 概要
基本データ
- 開場時間：午前9:00 - 17:00（ただし通夜、霊安室は24時間体制）
- 休場日：1月1日、友引日及び施設点検日
- 駐車場：有り

## 沿革
- 1948年（昭和23年） - 小松島町葬斎場使用条例（昭和23年小松島町条例第101号）を制定。小松島町葬斎場として開場。
- 1951年（昭和26年）06月01日 - 市制施行により、小松島市葬斎場と改称。
- 1988年（昭和63年）10月01日 - 小松島市葬斎場使用条例（昭和23年小松島市条例第101号）の全部を改正する。小松島市葬斎場条例（昭和63年小松島市条例第19号）を制定。即日施行。
- 2016年（平成28年）05月17日 - 新葬斎場着工[1]。
- 2016年（平成28年）05月23日 - 新葬斎場起工式開催[2]。

## 交通
- JR牟岐線南小松島駅から3.4km、車で約12分。
- JR牟岐線阿波赤石駅から2.8km、車で約12分。

## 施設老朽化問題
- 現葬斎場は、築45年。（2016年7月現在）
- 新葬斎場は、現施設の西隣に建設。鉄筋コンクリート2階建て延べ1281平方メートル。火葬炉3基と待合室を備える。高さ11メートルの屋上は津波避難場所として活用され、屋外階段が設けられる。総事業費は約10億6千万円[2]。
- 2016年3月1日、新葬斎場整備の一般競争入札を行ったが、1共同企業体（JV）しか参加がなかったため、不成立[1]。
- 2016年4月12日、再入札を行い、2共同企業体（JV）が参加して成立[1]。
- 2016年5月17日、小松島市議会臨時会で、請負契約締結（約7億5848万円）を可決した[1]。
- 2016年11月末、工事進捗率約30％[1]。
- 2016年12月15日、小松島市議会12月定例会予算決算委員会で、『新葬斎場は、2017年3月末完成、同年4月開業予定であったが、同年6月末完成、同年7月開業にずれ込むこと』が明らかになった[1]。
  - 入札が1度不調になった影響で、着工が1カ月半ほど遅れた。2016年5月17日の着工時点では、当初の計画通り2017年4月の開業を目指していたが、遅れを取り戻せなかった[1]。